# Краљевица (Хрватска)
Краљевица је град у Републици Хрватској у Приморско-горанској жупанији. Налази се на Кварнеру, 20 км јужно од Ријеке.

## Историја
До територијалне реорганизације у Хрватској налазила се у саставу бивше велике општине Ријека.

## Становништво
На попису становништва 2011. године, град Краљевица је имао 4.618 становника, од чега у самој Краљевици 2.857.

## Попис 1991.
На попису становништва 1991. године, насељено место Краљевица је имало 2.987 становника, следећег националног састава:
| Попис 1991.‍   | Попис 1991.‍  | Попис 1991.‍ | Попис 1991.‍ | Попис 1991.‍ |
| ------------- | ------------ | ----------- | ----------- | ----------- |
|               |              |             |             |             |
| Хрвати        | Хрвати       |             | 2.378       | 79,61%      |
| Срби          | Срби         |             | 216         | 7,23%       |
| Муслимани     | Муслимани    |             | 112         | 3,74%       |
| Југословени   | Југословени  |             | 71          | 2,37%       |
| Словенци      | Словенци     |             | 39          | 1,30%       |
| Мађари        | Мађари       |             | 5           | 0,16%       |
| Албанци       | Албанци      |             | 4           | 0,13%       |
| Црногорци     | Црногорци    |             | 4           | 0,13%       |
| Македонци     | Македонци    |             | 3           | 0,10%       |
| Италијани     | Италијани    |             | 2           | 0,06%       |
| Чеси          | Чеси         |             | 2           | 0,06%       |
| остали        | остали       |             | 1           | 0,03%       |
| неопредељени  | неопредељени |             | 116         | 3,88%       |
| регион. опр.  | регион. опр. |             | 3           | 0,10%       |
| непознато     | непознато    |             | 31          | 1,03%       |
| укупно: 2.987 |              |             |             |             |

## Привреда
Краљевица је најпознатија по једном од најстаријих бродоградилишта на Медитерану.